# Mariana Alcoforado
Mariana Mendes da Costa Alcoforado (Beja, Portugal, 22 de abril de 1640 - Beja, 28 de julio de 1723) fue una religiosa portuguesa del convento de clarisas de Nossa Senhora da Conceição, en Beja (Portugal) a quien se atribuyó la redacción de las Cartas portuguesas o Cartas de amor de la monja portuguesa (1669), cinco famosas misivas amorosas consideradas como una obra maestra de la literatura universal. Lettres portugaises se publicaron en París en 1669, como presunta versión de los escritos de una religiosa. 

## Biografía

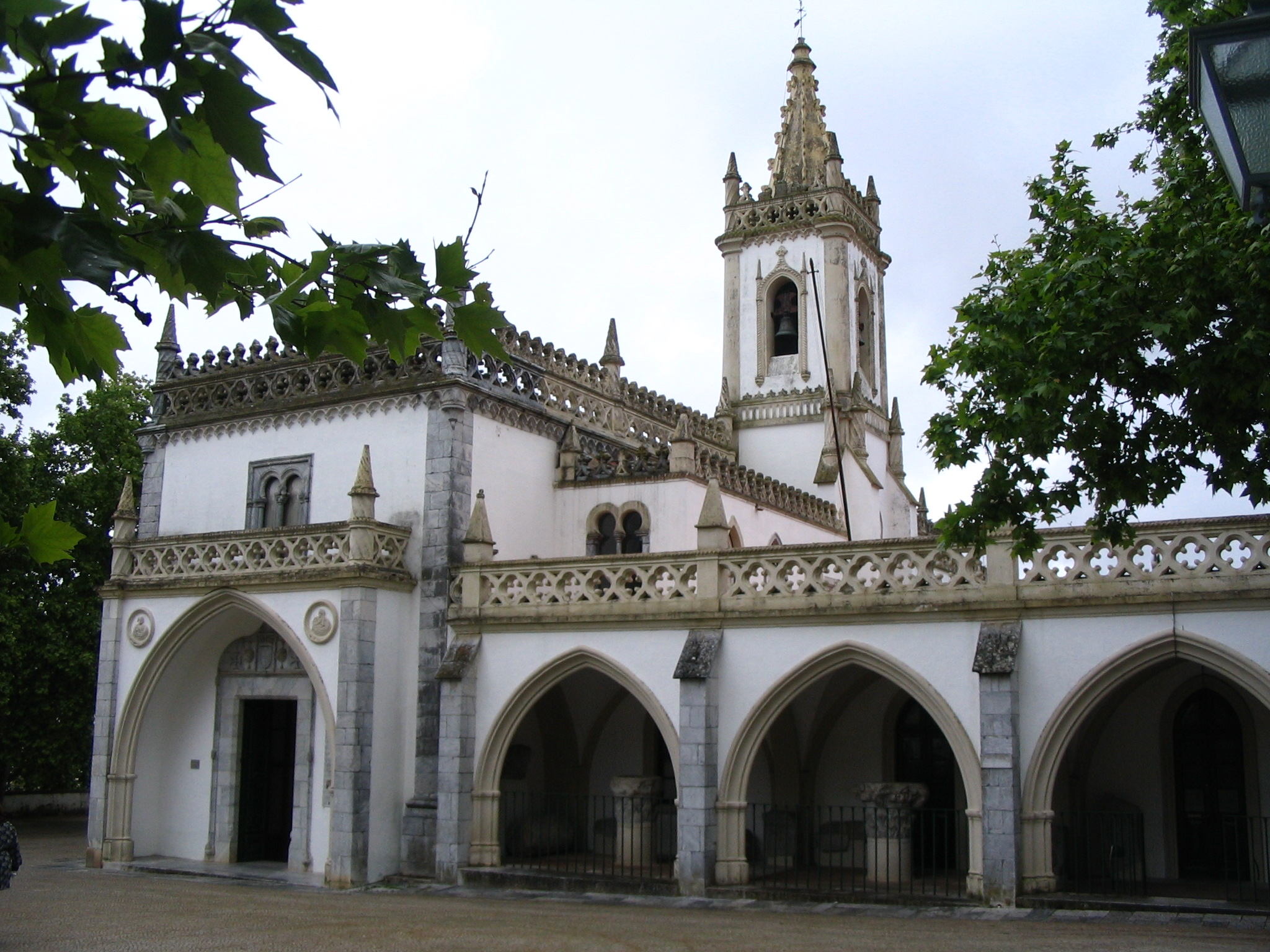
El Convento en Beja donde Sor Mariana Alcoforado vivió. Actualmente es un museo.

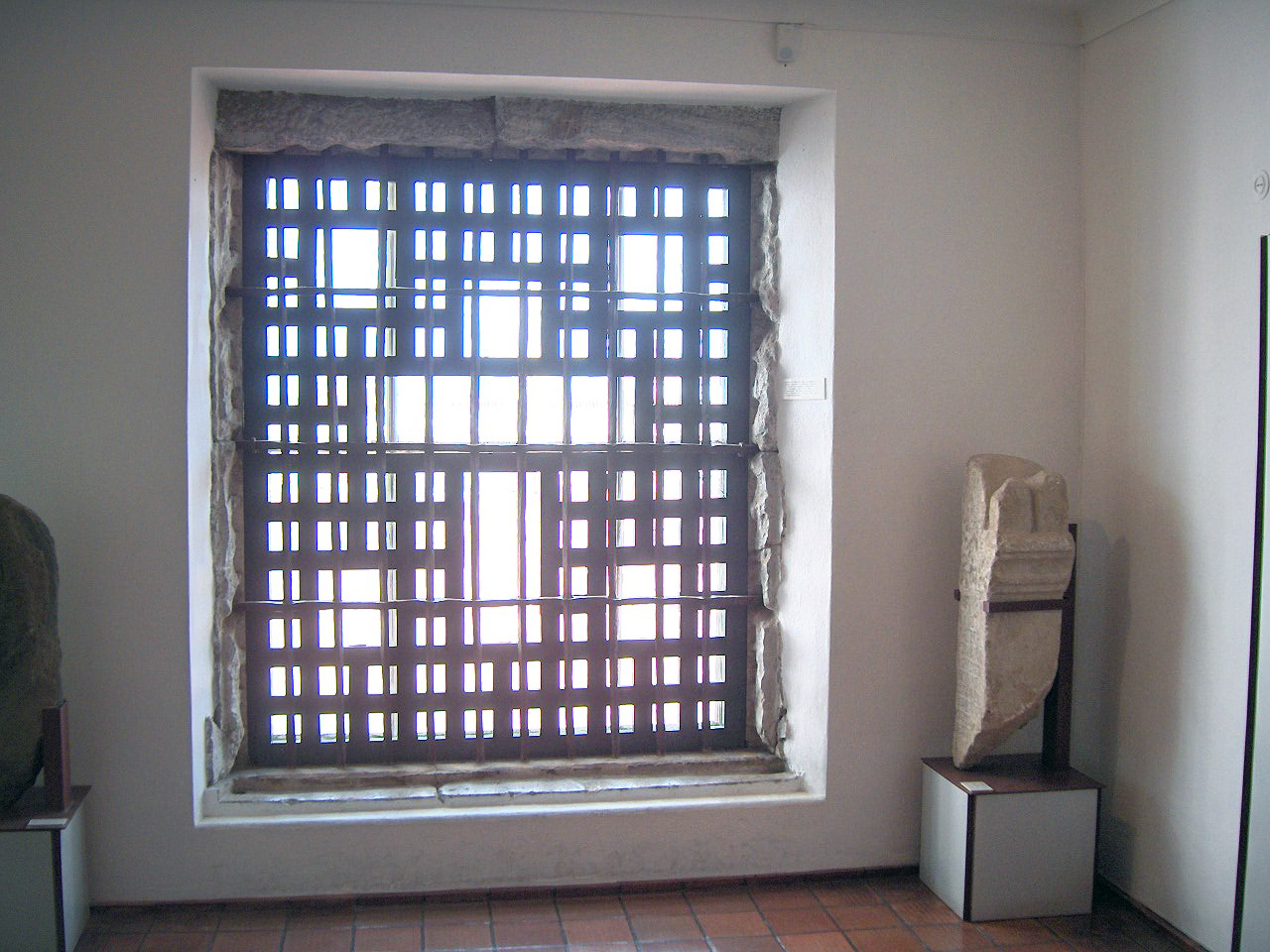
Réplica de la celosía de las conversaciones entre la monja y el Marqués de Chamilly.

Mariana Alcoforado nació en la localidad alentejana de Beja en 1640. Pertenecía a una familia adinerada de buena posición social. La familia de su madre estaba compuesta por ricos comerciantes que hacían negocios con los productos de Oriente. Su padre era el responsable de la Casa de la Moneda y tenía un fuerte compromiso político con la independencia de Portugal.
A los 11 años, Alcoforado entró en la clausura por deseo de su padre. Profesaba en la Orden de Santa Clara, en el Convento da Conceição de Beja, que siglos después se convirtió en el Museo Regional de Beja.

### Cartas portuguesas
Las cartas, dirigidas al Marqués Noël Bouton de Chamilly, conde de Saint-Léger, cuentan cómo sor Mariana Alcoforado se enamoró viendo al conde desfilar a caballo, y cómo su propio hermano Baltasar le facilitó el encuentro con él; escritas tras el regreso a Francia del conde, la monja narra en ellas su pasión.
Las Cartas portuguesas (Lettres portugaises) tuvieron notable éxito, llegando a influir en autores como Choderlos de Laclos o Stendhal.
La obra ha sido revisada y cuestionada en varias ocasiones. En 1974, las feministas portuguesas Maria Velho da Costa, Maria Isabel Barreno y María Teresa Horta, conocidas como Las Tres Marías, publicaron las Nuevas Cartas Portuguesas. En 1998 la escritora luso-americana Katherine Vaz publicó Mariana. Dos años más tarde, la escritora española Carmen Martín Gaite cuestionó la autoría de Alcoforado atribuyéndosela al poeta Gabriel-Joseph de La Vergne.

## En el cine
En 2009, el director Eugène Green rodó una película basada en la vida de esta religiosa.